# Шантосе на Лоари
Шантосе на Лоари (фр. Champtocé-sur-Loire) насеље је и општина у западној Француској у региону Лоара, у департману Мен и Лоара која припада префектури Анже.
По подацима из 2011. године у општини је живело 1822 становника, а густина насељености је износила 49,56 становника/km². Општина се простире на површини од 36,76 km². Налази се на средњој надморској висини од 73 метара (максималној 83 m, а минималној 11 m).

## Демографија
| 1962. | 1968. | 1975. | 1982. | 1990. | 1999. | 2011. |
| ----- | ----- | ----- | ----- | ----- | ----- | ----- |
| 1.370 | 1.384 | 1.320 | 1.233 | 1.335 | 1.533 | 1.822 |

График промене броја становника у току последњих година